# Vickiana
Ana Victoria García Pérez (nacida el 15 de julio de 1958 en Santiago), más conocida como Vickiana, es una cantante, vedette, y presentadora de televisión dominicana que tuvo su mayor esplendor durante la década de los 80.
Vickiana está considerada un icono de la Comunidad Gay Dominicana, y ha sido reconocida por la misma en varias oportunidades. Ofreció un multitudinario concierto en la celebración de la clausura del Día del Orgullo Gay de la República Dominicana en julio de 2012.[cita requerida]

## Carrera
Vickiana fue descubierta por su eventual esposo Luis Martínez Diloné a finales de los años 1970, cuando se desempeñaba como costurera. Más tarde hizo su debut profesional en el programa televisivo Fiesta, transmitido por Tele Antillas.
Vickiana rápidamente ascendería entre las pocas cantantes solistas de ese tiempo, colocándose en los primeros lugares de popularidad mientras realizaba colosales presentaciones marcando récords de asistencia en el Estadio Olímpico. 
Sus grandes espectáculos "Vickiana en Grande", "Sensualísima 87", "La Cenicienta", "Lo prohibido", "Seducción", "Vickiana Monumental", "Mujer de fuego", "Más mala y auténtica y punto" la convirtieron en un icono de la cultura popular de su país. Vickiana fue la representante de la República Dominicana en el Festival Internacional de la Canción de Puerto Rico con la canción un "Amante así" del compositor dominicano Cheo Zorrilla en 1982.
En 1985, presentó un especial grabado para la televisión y dirigido por Jean Louis Jorge titulado "Yo soy Vickiana". Su tema "Mi amor sin ti" formó parte de la producción cinematográfica de hollywoodense One Good Cop protagonizada por Michael Keaton en 1991. 
La rivalidad mediática con su archirrival la baladista Olga Lara llegó a tales límites que cada una tenía su propio eslogan alusivo a la otra; el de Olga Lara era "Olga Lara es Otra Cosa" y el de Vickiana era "Vickiana no es cualquier cosa" en respuesta al primero. 
Hasta la fecha, a Vickiana se la considera como la cantante femenina más popular de todos los tiempos en la República Dominicana, ya que los récords obtenidos por ella tanto en país como internacionalmente no han sido superado por ninguna otra cantante. A nivel internacional se citan sus exitosas presentaciones en el Madison Square Garden de Nueva York, el Coliseo Roberto Clemente de Puerto Rico y el Teatro Apolo de Madrid. También ha realizado presentaciones en Japón, Holanda, Aruba, Haití, México y Estados Unidos, además se ha presentado programas de televisión como Siempre en domingo En México, Sábado gigante en Chile, El show de Jorge Porcel en Argentina, Sábado Sensacional en Venezuela, El Show de Cristina, entre otros. Es la única artista femenina en la historia de República Dominicana que ha llenado todos los estadios y lugares donde se ha presentado, además de ser considerada la mayor vendedora de discos de la historia entre las cantantes femeninas dentro del país, su producción musical Derríteme de 1985 tuvo como corista al cantante Juan Luis Guerra quien en ese entonces no era tan conocido. 
Ha sido merecedora de varios premios nacionales, siendo la primera cantante solista en recibir el Premio Casandra en 1985 por encima de los nominados a Olga Lara y Anthony Ríos.
Volvió representó RD en el Festival OTI de 1990 con la canción "Yo" de José Antonio Rodríguez celebrado en Las Vegas, Nevada.
Vickiana se ha mantenido a través del tiempo haciendo presentaciones y shows en la República Dominicana. Se la ha incluido en el libro Personalidades dominicanas del respetado periodista Rafael Molina Morillo y en el libro 
de Santo Domingo Al Mundo, El Merengue y la Bachata de Carlos Velasquez y Alejandro Ureña.

## Televisión
En julio de 2009, Vickiana sacó al aire "Vickiana Lo Prohibido", un controvertido programa de televisión con temática erótico-sexual. El show es ampliamente criticado por la sociedad dominicana, quienes lo han calificado de vulgar por su alto contenido sexual y en algunas ocasiones llegando a la morbosidad e incitando a la lascivia.

### Controversia
El mayor escándalo del programa tuvo lugar en octubre de 2009 cuando Vickiana le pidió a un hombre que mostrara su pene en medio de una entrevista para enseñar un piercing. Esto provocó fuertes quejas por parte de los medios mientras Vickiana se defendía diciendo: «Aquí se vive una doble moral, nos escandalizamos de ver al cuerpo humano, pero no mostramos ningún tipo de sentimiento cuando vemos tantas violencia en la televisión, no sólo en películas, en cualquier noticiario se proyectan imágenes más fuertes que las del cuerpo humano».

## Cine
En 2003 hizo una breve aparición en la película dominicana Perico Ripiao. 
En 2011 participó en la película dramática La Hija Natural haciendo el papel de pitonisa.
En 2017 Participa En Hay Un Pais En EL Mundo
En 2022 Participa En Nubarrones Malva.

## Personal
Vickiana nació en Santiago de los Caballeros y se crio en Tamboril con sus abuelos. Se casó a los 17 años con su mánager Luis Martínez Diloné, luego se divorció. Tuvo tres hijos: Sahira, Indhira y Luis. Tienes 3 nietos.
El 31 de julio de 2007, se volvió a casar con Héctor Oller, un joven 22 años menor.

### Salud
Vickiana quien es cardiópata y diabética, sufrió un infarto al miocardio en 1999.
La madrugada del 11 de agosto de 2011 mientras realizaba una presentación en Barahona, Vickiana comenzó a sentir dolores corporales, siendo llevada de urgencia a un hospital donde fue internada inmediatamente en la Unidad de Cuidados Intensivos. Entre el 12 y el 14 de agosto, Vickiana cayó en un coma diabético que la mantuvo inconsciente hasta las primeras horas del lunes 15 de agosto. El 16 de agosto, Vickiana comenzó a mostar señales de recuperación articulando algunas palabras. El 18 de agosto le fue dada el alta.

### Incidente
Vickiana se vio envuelta en un asunto judicial tras salir a la luz un supuesto accidente de tránsito ocurrido el 29 de noviembre de 2013 y provocado por su esposo Héctor Oller, en el cual habría muerto una persona. La información fue publicada el 2 de diciembre de 2013 por el portal dominicanoshoy.com. El abogado de Vickiana, Enrique Santelises, encartó al portal a que se retractara o sería demandado por difamación e injuria. Posteriormente, el abogado aclaró que era el chofer de Vickiana quien iba manejando y no su esposo como decía la información. Sin embargo, el 6 de febrero de 2014 un juez dominicano emitió una orden de conducencia contra Oller, pero este no acudió. El caso aún se encuentra no resuelto.

## Olga Laray Vickiana: momento histórico en premio Soberano
Olga Lara y Vickiana fueron en su época dos archirrivales del espectáculo, tanto que no fue posible juntarlas en un mismo escenario, porque se portaban como dos guerreras.
Nadie había logrado ese cometido hasta la entrega de los premios Soberano 2015, donde juntas recibieron merecidos homenajes de parte de la Asociación de Cronistas dre Arte (Acroarte) y la Cervecería Nacional Dominicana.
Precisamente esos premios eran centro de sus confrontaciones. Se batían como dos fieras por ganarlo. Recuerdo que en el primer Premio Casandra que me tocó dirigir (así se llamaban los hoy premio Soberano), el productor, Jean Louis Jorge, incluyó a La Maidita en el elenco que actuaría en el ceremonial.
La decisión disgustó a Olga Lara, pues pensaba que con esa decisión del productor se había decretado que la ganadora de Cantante del año sería Vickiana. Por eso, el día de la entrega, la cantante azuana no tenía en planes ir a la ceremonia, pero alguien le hizo saber momentos antes que era la ganadora y se apresuró a ir, llegando al Palacio de Bellas Artes casi al momento en que era mencionado su nombre como ganadora.

## Discografía
Primera grabación
Disco 45rpm Lado A: Besarte y amarte (Compuesta por Luis Martínez Diloné, pero él le dio los créditos de esta composición a ella) y Lado B: Yo quisiera vivir (Compuesta por Nelson Ned)
Álbumes de estudio
- Jardín prohibido (o también conocido como Vickiana I) (1981)
- Te invito (1983)
- Derríteme (1985) y 45rpm Lado A: Me tem (Interpretación en portugués del tema Me tienes de Marisela Tavárez)

Disco 45rpm Lado A: La sufrida (Primera versión)
Disco 45rpm Lado A: Aquella Noche (Compuesta por Corinne Oviedo)
Disco 45rpm Lado A: No me desnudes todavía (Compuesta por Luis Eduardo Auté)
Disco 45rpm Lado A: Aunque me llores (Cover a canción interpretada por Julita Ross de Puerto Rico) y Lado B: De mujer a mujer (Cover y adaptación a merengue suave a canción interpretada por Toña la Negra de México)
- Vickiana II (1990)
- Más que amor (1991)
- Vickiana III (1994)
- Amargada (1995)
- Infiel (1998)
- En calor (2000)

Álbumes recopilatorios
- Disco de oro de Vickiana (Compilación de éxitos en bachata)
- Vickiana tal para cual (en vivo)
- Vickiana tal para cual (en vivo junto al cantante Anthony Ríos)
- Vickiana, 15 éxitos en balada ( velvet 1985)

DÚOS Y COLABORACIONES:
"Aún vivo para el amor", a dúo con Fernando Casado,
"Como tú no hay dos", balada a dúo con Andrés Montero,
"Como tú no hay dos", bachata a dúo con Frank Ceara,
"Te perdono", bachata a dúo con Luis Segura,
"Yo me voy de aquí, a dúo con el merenguero Joseph portes,
"Canto paz y un mundo nuevo", interpretada junto a Xiomara Fortuna, Patricia Pereyra, Anahay, Sonia Silvestre, Jackeline Estévez, Alicia Baroni, Miriam Cruz.

### Canciones popularizadas
- "Besarte y amarte"
- "Jardín prohibido"
- "Te invito"
- "La sufrida"
- "Quédate con ella"
- "Dame caricias"
- "Asesina"
- "Lo tengo todo"
- "Amante cruel"
- "Miénteme" (cover de la canción de Camilo Sesto)
- "Cuando voy por la calle" (cover de la canción de Claudia de Colombia)
- "Historia del placer"
- "Me tienes"
- "Más mala"
- "Rata de dos patas" (cover de la canción de Paquita la del Barrio)
- "Querida socia"
- "Yo quiero un hombre"

Esta es una lista incompleta de las canciones de Vickiana. Si posees las demás o la discografía completa, por favor, agrégala.

## Premios y reconocimientos
- 1981 - Premio El Dorado como "Revelación del año".
- 1981 - Es reconocida con la llave de la ciudad de Santiago de Chile.
- 1982 - Medalla de reconocimiento programa El gordo de la semana.
- 1983 - Premio el Dorado como mejor cantante femenina.
- 1983 - Premio Guachupitazo de Oro.
- 1984 - Premio Disco del Año por la canción "Me tienes".
- 1984-  premio gordo del año mejor cantante popular femenina.
- 1984 - Premio el Dorado como mejor cantante femenina.
- 1985 - Es reconocida con la llave de Puerto Rico.
- 1985 - premio gordo del año mejor cantante popular femenina.
- 1985 - Premio el Trabucazo mejor cantante femenina del año.
- 1985 - Premio Casandra como "Cantante popular".
- 1986 - Premio Master selección mejor cantante femenina.
- 1986 - premio gordo del año mejor cantante popular femenina.
- 1986 - Premio la Cotorra de Santiago como mejor cantante femenina.
- 1989 - Premio Casandra como mejor cantante femenina.
- 1989 - Premio Casandra como mejor espectáculo del año.
- 1990 - Premio Ace Nueva York.
- 2000 - Nominada al Premio Casandra como cantante solista del año.
- 2009 -exaltada al salón de la fama folcklorico de new york.
- 2014 -es declarada hija distinguida por la alcaldía del municipio de tamboril.
- 2015- reconocimiento casa de arte de santiago como cantante más popular de todos los tiempos.
- 2015 -reconocida con un premio soberano al mérito por su trayectoria de casi 35 años.
- 2016-El certamen de Belleza Dominicana Model Plus la reconoce por sus 35 años en el arte.
- 2019-Mural en público en Santiago de los caballeros.
- 2022-Mujer Destacada En Arte Popular Día Internacional De La Mujer
- 2022-Reconocimiento Opera Prima Por Su Participación En Nubarrones Malva.